# Scaptodrosophila fumida
Scaptodrosophila fumida är en tvåvingeart som först beskrevs av Mather 1960.  Scaptodrosophila fumida ingår i släktet Scaptodrosophila och familjen daggflugor. Inga underarter finns listade i Catalogue of Life.